# Feldgehölz und Park von Rothspalk
Feldgehölz und Park von Rothspalk este o arie protejată (arie specială de conservare — SAC, sit de importanță comunitară — SCI) din Germania întinsă pe o suprafață de 14 ha, integral pe uscat.

## Localizare
Centrul sitului Feldgehölz und Park von Rothspalk este situat la coordonatele 53°42′34″N 12°26′20″E / 53.7094°N 12.4389°E.

## Înființare
Situl Feldgehölz und Park von Rothspalk a fost declarat sit de importanță comunitară în aprilie 2004 pentru a proteja 1 specie de animale. Situl a fost protejat și ca arie specială de conservare în august 2016.

## Biodiversitate
Situată în ecoregiunea continentală, aria protejată conține 2 habitate naturale: Lacuri eutrofice naturale cu vegetație de tip Magnopotamion sau Hydrocharition, Păduri de fag Asperulo-Fagetum.
La baza desemnării sitului se află o specie protejată de  nevertebrate: Osmoderma eremita